# ふたり (いきものがかりの曲)
「ふたり」は、いきものがかりの楽曲。自身の13作目のシングルとして、エピックレコードジャパンからCDシングル・デジタル・ダウンロードで2009年5月27日に発売された。

## 解説
- 前作「気まぐれロマンティック」から約6ヶ月ぶりに発売された2009年第1弾シングル。初回仕様限定盤には特典として「いきものカード012」が封入されている。
- カップリング曲には新曲ではなく、2009年1月24日に横浜アリーナで開催された「オンタマカーニバル09」で披露された楽曲から、「ブルーバード」「心の花を咲かせよう」のライブ音源を収録している。
- シングルでは初めてオリコンチャート2週連続TOP10入りを果たした。

## 収録曲
1. ふたり （6:17）
  - 作詞・作曲：水野良樹 / 編曲：島田昌典

TBS系テレビドラマ『ぼくの妹』主題歌。
「プラネタリウム」や前作「気まぐれロマンティック」に引き続きドラマ主題歌となっており、いきものがかりのA面曲では「風が吹いている」に次いで2番目に長い。
PVは長野県上田市にある上田電鉄別所線八木沢駅で撮影された。登場するのは吉岡のみで他のメンバーや俳優などは一切登場せず、内容はドラマ風の演出となっており吉岡本人が歌っている場面はない。ちなみにPVの音源はCDとは違って一旦演奏が止まり、吉岡の台詞の後にラストのサビが始まるようになっている。
2. ブルーバード -2009 LIVE ver.- （3:45）
  - 作詞・作曲：水野良樹 / 編曲：江口亮 / 弦編曲：クラッシャー木村
3. 心の花を咲かせよう -2009 LIVE ver.- （5:01）
  - 作詞・作曲：山下穂尊 / 編曲：島田昌典

山下が制作した楽曲のライブ音源が収録されるのはこの曲が初めてである。
4. ふたり -instrumental-

## 収録アルバム
- ハジマリノウタ（#1） - イントロを追加したアルバムバージョンでの収録
- バラー丼（#1・#2）（#2は、スタジオレコーディング音源を使用。）